# ازدواج اجباری

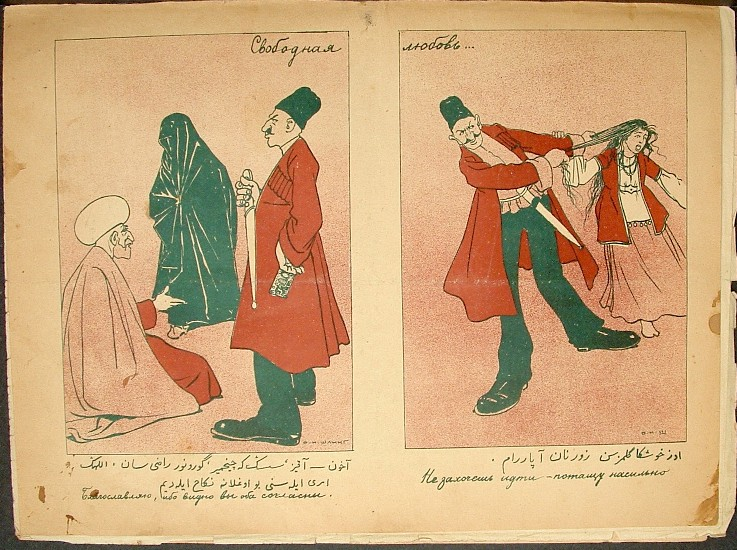
انتقاد دربارهٔ ازدواج اجباری سنتی آذری از مجله طنز دوره‌ای ملانصرالدین در اوائل قرن بیستم

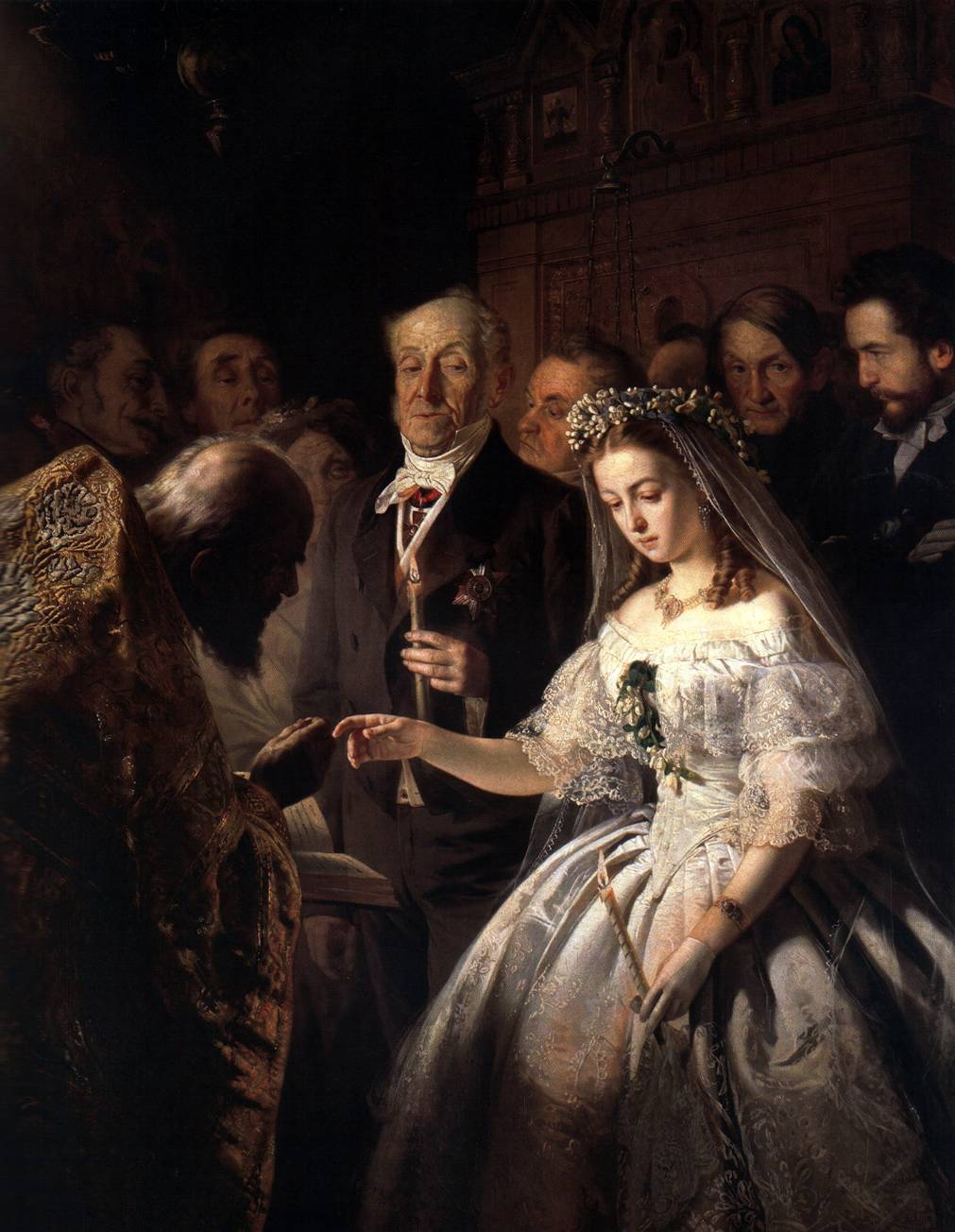
ازدواج نامناسب، یک نقاشی از نقاش روس واسیلی پوکیرف مربوط به قرن نوزدهم که ازدواج اجباری و بدون رضایت یک دختر جوان با یک مرد مسن را نشان می‌دهد.

نکاح اجباری یا ازدواج اجباری به معنای مجبور کردن یا تحت فشار درآوردن فردی برای ازدواج است؛ به عبارت دیگر زن یا مرد جوانی در اثر فشار روحی یا تهدید و مورد سوءاستفاده قرار گرفتن فیزیکی مجبور به ازدواج شود. ازدواج اجباری با ازدواج سنتی که در آن آشنایی دختر و پسر به وسیلهٔ دوست یا اعضای خانواده است ولی ازدواج با رضایت زوج صورت می‌گیرد تفاوت دارد.
ازدواج اجباری مصداق پای مالی نمودن حقوق انسان‌هاست و نمونه‌ای از خشونت جنسیتی محسوب می‌شود. دختران جامعه قربانیان اصلی آن هستند. این پدیده در افغانستان خیلی زیاد است، به‌خصوص در دهستان‌ها که حاکمیت دولتی کم‌اند. قربانیان این پدیده دختران خردسال از سن ۸ به بعد می‌باشند. معمولاً ارتباط نزدیکی بین ازدواج اجباری و ازدواج کودکان وجود دارد.
با این وجود این شکل از ازدواج منحصر به محدودهٔ خاصی از جهان نیست. به عنوان مثال در انگلستان برآورد شده است سالانه هزاران دختر و زن جوان در انگلستان و ولز مجبور به ازدواج می‌شوند که بیشتر آن‌ها از کشورهای جنوب آسیا مانند پاکستان و هند آمده‌اند. از این رو از تاریخ دوشنبه ۱۶ ژوئن ۲۰۱۴ قانونی در انگلستان و ولز به اجرا درآمد که به موجب آن، والدینی که فرزندان‌شان را مجبور به ازدواج کنند، مجرم شناخته می‌شوند.
ازدواج‌های اجباری هیچ جایگاهی در قانون مدنی ندارد و طبق قانون، هر عقدی که به اجبار از سوی خانواده‌ها صورت گیرد، باطل است و به رسمیت شناخته نمی‌شود.
ازدواج اجباری باعث افسردگی و ترس در قربانیان این پدید می‌شود و این افراد دچار مشکلات روحی و جسمی مختلفی می‌شوند و می‌توانند به خودشان صدمه وارد کنند. همچنین برخی افرادی که قصد فرار از ازدواج‌های اجباری را داشته‌اند یا قربانی جرایم ناموسی شده‌اند یا خودکشی نموده‌اند.

## وضعیت ازدواج اجباری کودکان در جمهوری اسلامی
بر اساس قوانین ایران، سن ازدواج برای دختران ۱۳ سال و برای پسران ۱۵ سال است ولی قانون این اجازه را به پدر یا جد پدری دختر داده که به تشخیص خود و با مصلحت کودک، او را قبل از ۱۳ سالگی نیز به عقد ازدواج درآورد. این در حالی است که بر اساس کنوانسیون بین‌المللی حقوق کودک که ایران نیز آن را امضا کرده، تمامی افراد زیر ۱۸ سال کودک محسوب می‌شوند. این میثاق بین‌المللی هم‌چنین ازدواج کودکان را ممنوع اعلام کرده است. بر اساس آخرین آمار ارائه شده از سوی سازمان ثبت احوال ایران، در ۹ ماه نخست سال ۱۳۹۲، ازدواج ۳۱ هزار دختربچهٔ زیر ۱۵ سال ثبت شده است. بر مبنای این آمار بیش از یک سوم ازدواج‌های این مدت، مربوط به دختران زیر ۱۹ سال است.

## انواع نکاح اجباری بالای زنان و دختران در افغانستان
1. در بد داده می‌شود. بددادن (نوعی بردگی جنسی)
2. بدلی داده می‌شود.
3. در اثنای قمار تبادل می‌گردد.
4. بخاطر پول فروخته می‌شود.
5. به قسم امتعه با جنس، مواشی، و غیره تبادله می‌شود.